# Ciornîi Rih, Semenivka
Ciornîi Rih (în ucraineană Чорний Ріг) este localitatea de reședință a comunei Ciornîi Rih din raionul Semenivka, regiunea Cernihiv, Ucraina.

## Demografie
Componența lingvistică a localității Ciornîi Rih
     Ucraineană (97,57%)
     Rusă (2,43%)
Conform recensământului din 2001, majoritatea populației localității Ciornîi Rih era vorbitoare de ucraineană (97,57%), existând în minoritate și vorbitori de rusă (2,43%).